# 院内西テレビ中継局
院内西テレビちゅうけいきょく（いんないにしテレビちゅうけいきょく）は、秋田県湯沢市に置かれているテレビ中継局。

## 概要
- 当テレビ中継局は、湯沢市大字上院内字北向156番地のJR奥羽本線院内駅北西高地に置かれ、同市上院内地区などへ電波を発射している。

## 送信施設概要

### デジタルテレビ
| 放送局名          | リモコンキーID | 物理チャンネル | 空中線電力 | ERP   | 放送対象地域 | 放送区域内世帯数 | 開局年月日     |
| ----------------- | -------------- | -------------- | ---------- | ----- | ------------ | ---------------- | -------------- |
| NHK秋田総合テレビ | 1              | 36ch           | 50mW       | 410mW | 秋田県       | 約200世帯        | 2010年10月29日 |
| NHK秋田教育テレビ | 2              | 27ch           | 50mW       | 420mW | 全国         | 約200世帯        | 2010年10月29日 |
| ABS秋田放送       | 4              | 38ch           | 50mW       | 410mW | 秋田県       | 約200世帯        | 2010年10月29日 |
| AAB秋田朝日放送   | 5              | 34ch           | 50mW       | 410mW | 秋田県       | 約200世帯        | 2010年10月29日 |
| AKT秋田テレビ     | 8              | 32ch           | 50mW       | 420mW | 秋田県       | 約200世帯        | 2010年10月29日 |

- 放送エリアは、湯沢市の旧雄勝町域の一部。
- 院内西中継局(地上デジタルテレビ放送)の概要及び放送エリア図(PDFファイル)
- 2010年6月22日に予備免許が交付、9月21日から試験放送開始、10月27日に本免許交付、10月29日から本放送開始。

### アナログテレビ
| 放送局名        | チャンネル | 空中線電力           | ERP                 | 放送対象地域 | 放送区域内世帯数 |
| --------------- | ---------- | -------------------- | ------------------- | ------------ | ---------------- |
| AKT秋田テレビ   | 58ch       | 映像500mW/ 音声125mW | 映像2.9W/ 音声720mW | 秋田県       | 不明             |
| AAB秋田朝日放送 | 60ch       | 映像500mW/ 音声125mW | 映像2.9W/ 音声720mW | 秋田県       | 不明             |

- なお、在秋VHF放送局（NHK秋田放送局・秋田放送）は、湯沢中継局などからの電波を受信している。
- 2011年7月24日の停波を以って廃局となった。